# Georges Vadnaï
Dans le nom hongrois Vadnai György, le nom de famille précède le prénom, mais cet article utilise l’ordre habituel en français György Vadnai, où le prénom précède le nom.
Georges Vadnaï, né György Vadnai le 23 juillet 1915 à Gödöllő et décédé le 4 février 2002 à Lausanne, est un rabbin franco-suisse d'origine hongroise.
Après ses études en France, il participe pendant la Seconde Guerre mondiale à la Résistance française puis dirige, de 1948 à 1990, la communauté juive de Lausanne dont il est nommé grand-rabbin en 1970.

## Éléments biographiques
György Vadnai naît en 1915 dans l'agglomération de Budapest. Après la dissolution de l’Autriche-Hongrie en 1920, sa famille se réfugie en Yougoslavie où il grandit.
Après des études de philosophie en Autriche de 1934 à 1938, à l'université de Vienne et à la Wiener Israelitische Theologische Lehranstalt, il arrive à Paris en 1938 et dirige en 1939 un groupe d'enfants au château de La Guette à Villeneuve-Saint-Denis. Étudiant de 1939 à 1942 au Séminaire israélite de France et à la Sorbonne, il est nommé rabbin en 1942.
Inscrit à la faculté de lettres de Clermont-Ferrand, Georges Vadnaï rejoint en 1941 le réseau des aumôniers juifs, participant dans la Résistance à la fabrication et à la livraison de faux papiers et au transport d'armes. Il est arrêté le 9 décembre 1942 et jugé pour détention de faux papiers. Il est condamné à deux mois de camp de travail et à un mois de prison et à 1 200 francs d'amende pour entrée clandestine en France. Il est ensuite interné au camp de Gurs où il est sauvé par deux fois de la déportation par l'abbé suisse Albert Gross (reconnu après la guerre comme Juste parmi les nations) qui fait valoir sa nationalité hongroise,,. 
Transféré au camp du Vernet, en Ariêge, il s'évade du train en marche, le 15 mars 1943, et rejoint l'Armée juive (AJ) à Lyon.
Après la libération de Paris, Georges Vadnaï se marie avec Anne-Laure sous les auspices du grand-rabbin de Lyon, David Feuerwerker et reprend ses études, assumant en 1945, la fonction de secrétaire général de l'Union mondiale des étudiants juifs.
En 1947, il participe à la conférence sur les relations judéo-chrétiennes de Seelisberg (dans le canton d'Uri, en Suisse) et est l’un des secrétaires de la commission sur l'éducation dans les écoles et dans les universités. Pressenti pour succéder au rabbin Aaron Schulmann à la tête de la communauté de Lausanne en 1946, Georges Vadnaï ne prend ses fonctions qu'en avril 1948 où il reçoit la nationalité française et remédie ainsi à son statut d’apatride,,. En 1951, il soutient sa thèse à la Sorbonne sur les Juifs en Croatie et en Slovénie.
Devenu grand-rabbin de Lausanne en 1970,,, il assume cette fonction jusqu’à sa retraite en 1990. La même année, la Fondation Grand-Rabbin Dr Georges Vadnaï, Lausanne est créée. Son rôle est d'attribuer chaque année des subventions à des institutions dont l'objet est l'éducation et l'enseignement juifs à Lausanne. Le fils de Georges Vadnaï, Raphaël Vadnaï, préside cette fondation, depuis 2002.
Georges Vadnaï meurt à Lausanne le 4 février 2002 et est enterré dans le cimetière juif de Lausanne, à Prilly.

## Publications
- Georges Vadnaï & Régine Heim. Visite d'une synagogue : le culte israélite. Fédération suisse des communautés israélites, 1982[19].
- Georges Vadnaï & Isaac Ménassé. Contribution à l'histoire de la communauté israélite de Lausanne(expériences vécues) 1948-1987, 1987.
- Aaron Kamis-Müller & Georges Vadnaï. Vie juive En Suisse. Musée historique de Lausanne, 1992
- Georges Vadnaï. Grand Rabbin de Lausanne. Jamais la lumière ne s'est éteinte: un destin juif dans les ténèbres du siècle. Lausanne : L'Âge d'homme, 1999,  (ISBN 2825112410),  (ISBN 9782825112410)

### Avant-Propos
- Anne-Marie Geller. Le Livre des commandements : Sefer Hamitsvoth, de Moïse Maïmonide commenté et annoté par Anne-Marie Geller. Avant-propos de Georges Vadnaï et introduction d'Emmanuel Levinas. Lausanne : L'Âge d'homme, 1987.